# Умирающая Земля (жанр)
Умирающая Земля — жанр научной фантастики, отличительной особенностью которого является наступление конца жизни на Земле или конца времён. От апокалипсиса и постапокалипсиса в литературе жанр умирающей Земли отличается прежде всего тем, что в произведениях жанра, как правило, рассказывается не о катастрофе как таковой, а о медленном истощении мира, усталости мира от человечества, идеализма, энтропии и истощения ресурсов. Одним из известных представителей жанра является Джек Вэнс, автор цикла «Умирающая Земля», давшего название жанру.

## Жанр
От апокалиптики жанр отличается прежде всего тем, что сюжет связан с энтропическим, а не катастрофическим, разрушением Земли. Жанр был предвосхищён произведениями писателей-романтиков. Жан-Баптист де Гренвилль в своей прозаической поэме «Последний человек» 1805 года рассказывает историю Омегаруса — последнего человека на ставшей абсолютно необитаемой Земле. Поэма Джорджа Г. Байрона «Тьма» 1816 года повествует о Земле после гибели Солнца. 
Ещё одним примером раннего произведения жанра можно считать роман Камиля Фламмариона «Конец Мира», известный также как «Омега: последние дни мира», впервые опубликованный в 1894 году. Роман показывает Землю будущего после столкновения с кометой в XXV веке. В дебютном романе «Машина времени» Герберта Уэллса, изданном в 1895 году, используются образы умирающей Земли. В конце романа Путешественник во Времени оказывается в далёком будущем, обнаруживая полное отсутствие человечества и общий упадок жизни на планете. Идеи Уэллса относительно будущего упадка жизни на Земле получили развитие в мрачных произведениях Уильяма Ходжсона. Его повесть «Дом в порубежье» 1908 года повествует о старике, поселившемся в доме на рубеже миров; рассказчик непонятным способом отправляется в будущее и видит уничтоженное человечество, а переносясь ещё дальше — минует смерть самой Земли. В романе «Ночная земля» 1912 года Ходжсон описывает далёкое будущее, в котором погасло Солнце. Земля населена чудовищами и силами тьмы, в гигантской трещине стоит огромная таинственная Пирамида (возможно, первая аркология в литературе), в которой укрылись люди, раздираемые страхами и кошмарами.
В 1930-х американский фантаст Кларк Эштон Смит начинает цикл рассказов о Зотике — последнем континенте Земли. Под влиянием Смита Джек Вэнс в 1950 году издал сборник рассказов «Умирающая Земля», положивший начало авторской серии и дав имя фантастическому жанру.
Несмотря на то, что многие произведения поджанра Меч и планета, написанные в начале XX века и действие которых происходит на Марсе, не являются представителями жанра умирающей Земли, они имеют с ним общие черты. Яркими такими примерами служат работы о Барсуме Эдгара Райса Берроуза, а также произведения других авторов, написанные под его влиянием, например, романы об Эрике Джоне Старке Ли Брэкетт или серия о Нордвесте Смите Кэтрин Мур. В этих произведениях древние марсианские или другие цивилизации приходят к упадку, ускоряемому демоническими сущностями из прошлых эпох.

## Представители жанра
- «Переживший человечество» (1935) Г. Ф. Лавкрафта и Р. Х. Балоу[англ.] — рассказ о медленном угасании человеческой цивилизации и исчезновении всей жизни на Земле. Планета превратилась в пустыню под солнцем, ставшим красным гигантом. В центре сюжета последний из своего племени человек по имени Улл, он путешествует по пустынным землям и заброшенным городам в надежде найти воду, укрытие и других выживших.
- «Ночь» (1935) Джона Кэмпбелла (под псевдонимом Дон А. Стюарт) — рассказ о перемещении лётчика-испытателя в далёкое будущее, где диаметр Млечного Пути уменьшился до расстояния менее одного светового года, а мёртвая Земля вращается вокруг красного холодного Солнца. Все газы кроме неона и гелия в атмосфере планеты замёрзли погубив всех людей и машины будущего.
- «Город на краю света» (1950) Эдмонда Гамильтона — роман о событиях в небольшом американском городке с секретной ядерной лабораторией на который сбрасывают многомегатонную атомную бомбу в результате чего городок с его жителями перемещается в далекое будущее.
- «Город и звёзды» (1956) Артура Кларка — роман, описывающий жизнь города Диаспар, который существует уже миллионы лет. Основан на ранней повести Кларка «Да не настанет ночь» 1948 года.
- «Этот бессмертный» (1965) Роджера Желязны — роман о будущем Земли, ставшей туристическим раем для инопланетян после ядерной катастрофы. Помимо переосмысления античной мифологии, Желязны размышляет о наследии человечества и его судьбе.